# Mistrzostwa Europy w Wioślarstwie 2009 – jedynka kobiet
Jedynka kobiet (W1x) – konkurencja rozgrywana podczas Mistrzostw Europy w Wioślarstwie 2009 w Brześciu między 18 a 20 września.

## Harmonogram konkurencji
| Wydarzenie                  | Runda      |
| --------------------------- | ---------- |
| Piątek, 18 września 2009    | Eliminacje |
| Sobota, 19 września 2009    | Repasaże   |
| Niedziela, 20 września 2009 | Finał B    |
| Niedziela, 20 września 2009 | Finał A    |

## Medaliści
| Złoto             | Srebro             | Brąz         |
| Kaciaryna Karsten | Miroslava Knapková | Julia Lewina |

## Wyniki

### Eliminacje
Reguła kwalifikacji: 1 → FA, 2.. → R

#### Eliminacje 1
| Miejsce | Zawodnik           | Kraj    | Czas    | Uwagi |
| ------- | ------------------ | ------- | ------- | ----- |
| 1       | Miroslava Knapková | Czechy  | 7:39,02 | FA    |
| 2       | Julia Lewina       | Rosja   | 7:46,18 | R     |
| 3       | Natalija Lalczuk   | Ukraina | 7:51,46 | R     |
| 4       | Donata Vištartaitė | Litwa   | 7:53,20 | R     |
| 5       | Katalin Szabó      | Węgry   | 8:06,03 | R     |
| 6       | Ulrike Törpsch     | Niemcy  | 8:12,05 | R     |

#### Eliminacje 2
| Miejsce | Zawodnik                | Kraj       | Czas    | Uwagi |
| ------- | ----------------------- | ---------- | ------- | ----- |
| 1       | Kaciaryna Karsten       | Białoruś   | 7:39,36 | FA    |
| 2       | Frida Svensson          | Szwecja    | 7:49,99 | R     |
| 3       | Regina Naunheim         | Szwajcaria | 8:06,63 | R     |
| 4       | Triantafyllia Kalampoka | Grecja     | 8:15,36 | R     |
| 5       | Kristina Bonczewa       | Bułgaria   | 8:22,18 | R     |
| 6       | Elena Cudinova          | Mołdawia   | 8:34,38 | R     |

### Repasaże
Reguła kwalifikacji: 1-2 → FA, 3... → FB

#### Repasaże 1
| Miejsce | Zawodnik                | Kraj       | Czas    | Uwagi |
| ------- | ----------------------- | ---------- | ------- | ----- |
| 1       | Julia Lewina            | Rosja      | 7:40,30 | FA    |
| 2       | Regina Naunheim         | Szwajcaria | 7:47,43 | FA    |
| 3       | Katalin Szabó           | Węgry      | 7:54,70 | FB    |
| 4       | Triantafyllia Kalampoka | Grecja     | 8:01,98 | FB    |
| 5       | Ulrike Törpsch          | Niemcy     | 8:03,52 | FB    |

#### Repasaże 2
| Miejsce | Zawodnik           | Kraj     | Czas    | Uwagi |
| ------- | ------------------ | -------- | ------- | ----- |
| 1       | Frida Svensson     | Szwecja  | 7:40,14 | FA    |
| 2       | Natalija Lalczuk   | Ukraina  | 7:44,78 | FA    |
| 3       | Donata Vištartaitė | Litwa    | 7:49,28 | FB    |
| 4       | Kristina Bonczewa  | Bułgaria | 8:16,91 | FB    |
| 5       | Elena Cudinova     | Mołdawia | 8:31,32 | FB    |

### Finał B
| Miejsce | Zawodnik                | Kraj     | Czas    | Uwagi |
| ------- | ----------------------- | -------- | ------- | ----- |
| 1       | Donata Vištartaitė      | Litwa    | 7:48,62 |       |
| 2       | Katalin Szabó           | Węgry    | 7:57,33 |       |
| 3       | Triantafyllia Kalampoka | Grecja   | 8:03,38 |       |
| 4       | Ulrike Törpsch          | Niemcy   | 8:08,20 |       |
| 5       | Kristina Bonczewa       | Bułgaria | 8:18,32 |       |
| 6       | Elena Cudinova          | Mołdawia | 8:34,33 |       |

### Finał A
| Miejsce | Zawodnik           | Kraj       | Czas    | Uwagi |
| ------- | ------------------ | ---------- | ------- | ----- |
|         | Kaciaryna Karsten  | Białoruś   | 7:40,02 |       |
|         | Miroslava Knapková | Czechy     | 7:43,79 |       |
|         | Julia Lewina       | Rosja      | 7:51,15 |       |
| 4       | Frida Svensson     | Szwecja    | 7:58,12 |       |
| 5       | Regina Naunheim    | Szwajcaria | 8:05,99 |       |
| 6       | Natalija Lalczuk   | Ukraina    | 8:13,95 |       |